# Ubexy
Ubexy település Franciaországban, Vosges megyében. Lakosainak száma 169 fő (2022. január 1.). Ubexy Bouxurulles, Brantigny, Charmes, Évaux-et-Ménil, Rapey, Rugney, Varmonzey és Vincey községekkel határos.

## Népesség
A település népessége az elmúlt években az alábbi módon változott:
| Lakosok száma | 171  | 176  | 181  | 175  | 171  | 167  | 167  | 167  | 169  |
|               | 2013 | 2015 | 2016 | 2017 | 2018 | 2019 | 2020 | 2021 | 2022 |